# راندي جونسون (لاعب كرة قاعدة أمريكي)
راندي جونسون (بالإنجليزية: Randall Stuart Johnson)‏ هو لاعب كرة قاعدة أمريكي، ولد في 15 أغسطس 1958 في ميامي في الولايات المتحدة.

## وصلات خارجية
- راندي جونسون على موقعبيزبول رفرنس.كوم (الدوري الرئيسي) (الإنجليزية)